# Philippe Buache

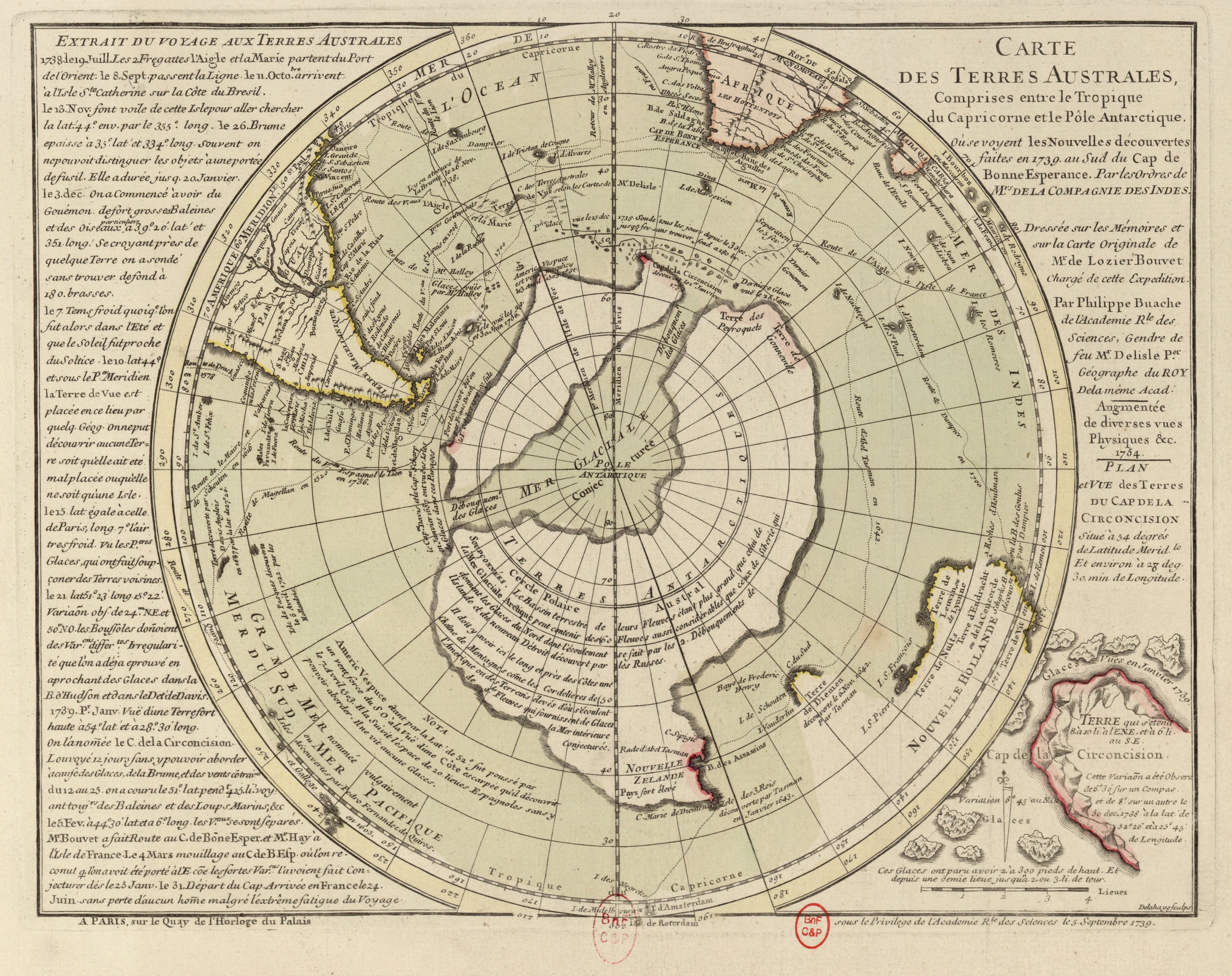
Antarctica en Bouvet Island, kaart uit 1754. Links een verslag van een reis naar Terres Australes (1738)

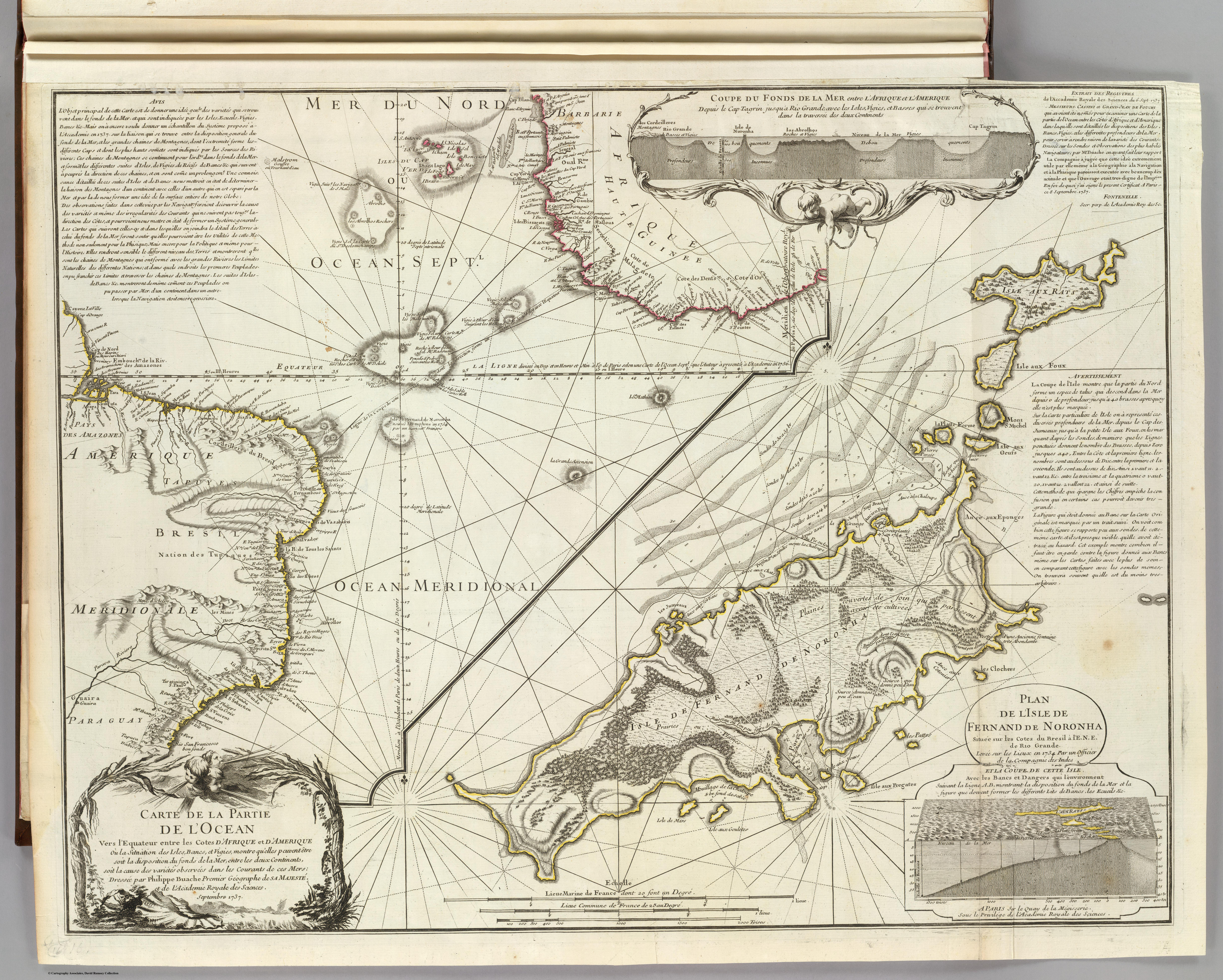
Philippe Buache, Carte d'une partie de l'Océan vers l'Équateur entre les costes d'Afrique et d'Amérique... Parijs, 1737. Kaart met het eiland Fernando de Noronha, kopergravure (63,5 x 48,3 cm)

Philippe Buache (La Neuville-au-Pont, 7 februari 1700 - Parijs, 24 januari 1773) was een Franse geograaf, bekend om het uitvinden van een nieuw systeem in de geografie en het populariseren van dit werkveld.

## Levensbeschrijving
Buache werd opgeleid door de geograaf Guillaume Delisle, wiens dochter hij trouwde, en die hij in 1730 opvolgde aan de Académie des sciences. Hij werd in 1729 benoemd tot eerste geograaf van de koning. Hij vestigde een systeem met de verdeling van de wereld in zeeën en riviersystemen. 
Buache schreef verschillende werken. Zijn neef, Jean Nicolas Buache (1741-1825), was eveneens geograaf van de koning.

## Werken
- Considérations géographiques et physiques sur les découvertes nouvelles dans la grande mer (Paris, 1754). Dit bevat een kaart van de westkust van Noord-Amerika.
- Le parallèle des fleuves des quatre parties du monde pour servir a déterminer la hauteur des montagnes (1757)
- Mémoire sur la traversée de la mer glaciale arctique (1759). Dit bevat de hypothese van een peninsula van Alaska.
- Considérations géographiques sur les terres australes et antarctiques (1761)